# Batalla de Krasni Bor
La batalla de Krasni Bor s'integra en l'ofensiva soviètica en el si de l'Operació Polyarnaya Zvezda (Estrella Polar), duta a terme al front oriental de la Segona Guerra Mundial. Va tenir lloc el 10 de febrer de 1943 en els ravals de Leningrad i fou l'enfrontament més sagnant en què va intervenir la 250a Divisió d'Infanteria de la Wehrmacht, integrada per espanyols i coneguda com la Divisió Blava, en la qual 5.900 espanyols equipats amb armament lleuger van fer front a 38.000 soldats soviètics de l'Exèrcit Roig, repartits en 4 divisions, recolzats per gran quantitat d'artilleria i tancs. Els espanyols aliats dels nazis van patir 1.125 morts el dia de la batalla, la quarta part dels que moririen al llarg de tota la campanya.

## Desplegament en el cercle de Leningrad
El 19 d'agost de 1942, Agustín Muñoz Grandes rep instruccions de traslladar la Divisió Blava per a reforçar el setge de Leningrad i d'integrar-se en el XXIV Grup d'Exèrcits Nord, dins del XXXIII Exèrcit, sota el comandament directe del Generaloberst Georg Lindemann. Inicialment, es desplega als voltants de Vyriza per a cobrir les baixes dels batallons allà estacionats. L'1 de setembre de 1942 són traslladats a la línia del front i, el 7 de setembre, relleven efectivament la 121a Divisió, ocupant els seus búnkers i posicions al llarg de 17 quilòmetres en una línia que anava des d'Aleksandrovka a Krasni Bor, al llarg del ferrocarril Moscou-Leningrad.
El general Muñoz Grandes instal·la el seu lloc de comandament a un palauet de Pokrovskaia i revisa acuradament el seu sector: una plana pantanosa creuada pels rius Slavianka i Ishora en el seu curs cap al Neva i un bosc dens que envolta les poblacions ocupades ara pels soldats espanyols. Un total de 14.600 soldats espanyols queden desplegats al front de Leningrad, aproximadament un terç del total de la Divisió Blava.
Donada la proximitat de l'enemic, Muñoz Grandes decideix fortificar les seves posicions. El 2 d'octubre rep la visita de Lindemann i del mariscal de camp Erich von Manstein els quals l'informen de l'endarreriment de l'assalt a Leningrad «fins a una altra ordre del Führer». Nit rere nit es repeteixen els bombardejos de la Luftwaffe sobre la ciutat. El 12 de desembre, Muñoz Grandes rep la comunicació oficial del seu ascens a Tinent General i, amb ella, l'ordre de lliurar el comandament de la Divisió a Emilio Esteban Infantes.

## Objectius soviètics

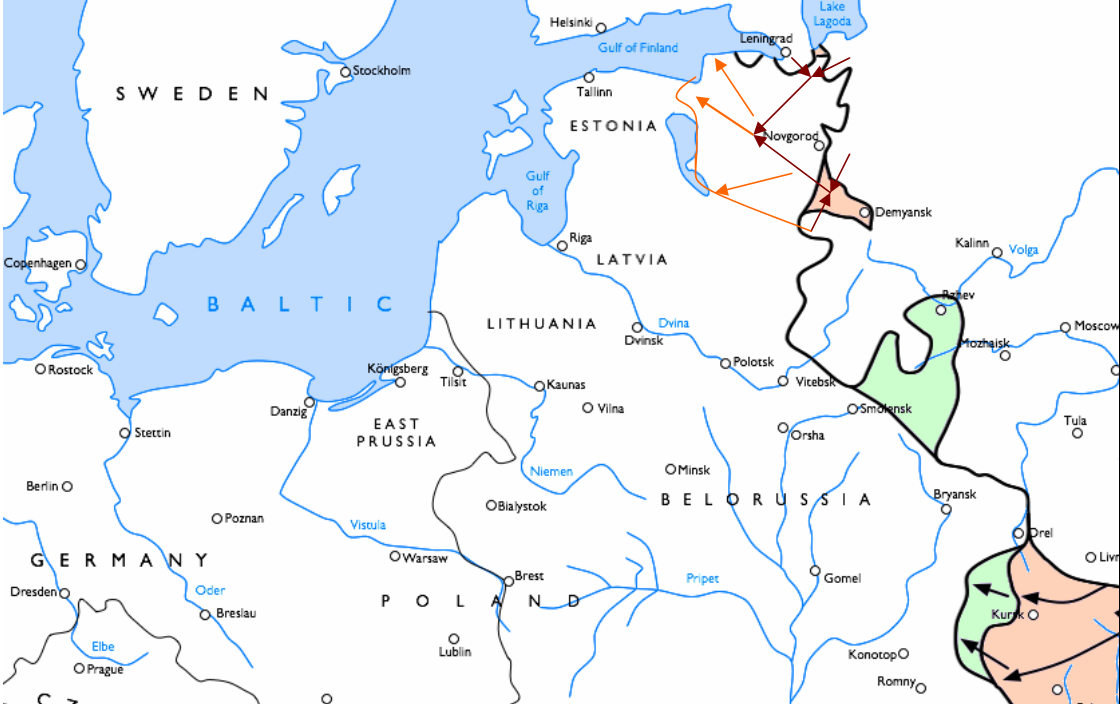
Pla soviètic per a l'Operació Polyarnaya Zvezda en el context de l'ofensiva més àmplia, a les zones Nord i Central del front

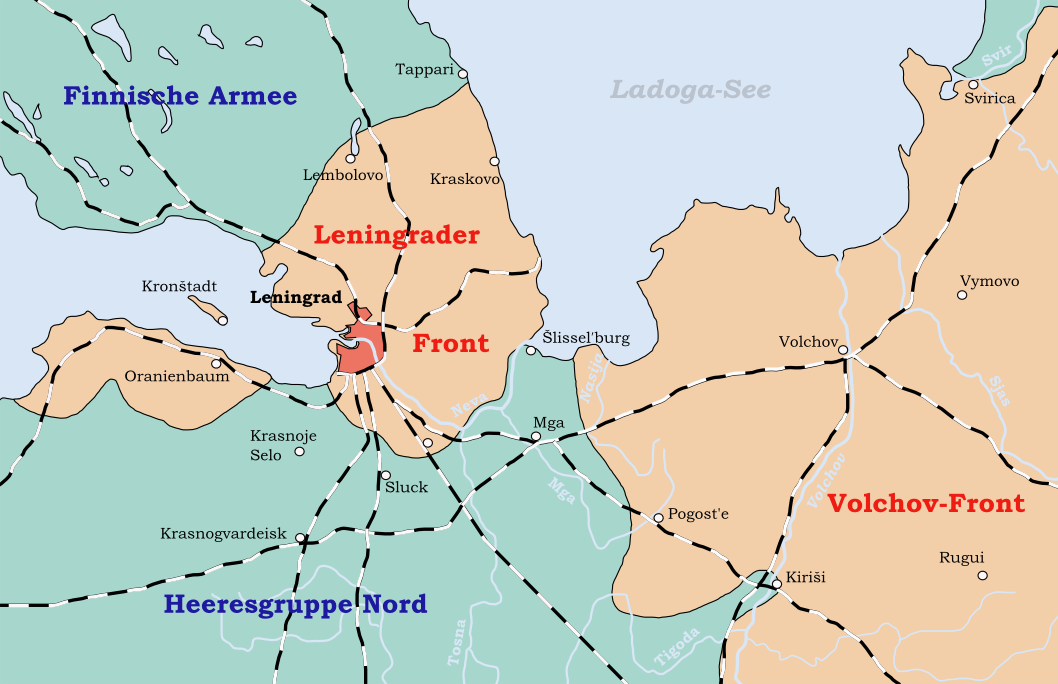
Mapa del setge de Leningrad de maig de 1942 a gener de 1943 abans de l'operació Iskra.

En el context de l'Operació Estrella Polar, els russos pretenen trencar el front en el sector d'unió entre espanyols i alemanys, avançant la 43a Divisió sobre la línia fèrria, escombrant a la Divisió Blava i obrint una bretxa fins a Krasni Bor. D'aquesta manera esperen poder dominar tant la carretera com el ferrocarril que comuniquen Moscou amb Leningrad.
La 72a Divisió forma l'ala més occidental de l'atac i té l'objectiu de recuperar els turons de Púlkovo, des d'on volen arribar al riu Ishora per la seva ala esquerra, mentre que la dreta, una vegada sobrepassada la carretera, giraria cap a Krasni Bor embolicant la segona línia espanyola. Una vegada eliminada la resistència, avançarien cap al sud evitant les masses boscoses impenetrables i girant després cap a l'est per així trencar el setge de Leningrad en la coneguda com Operació Arc de Sant Martí. Per a això comptaven amb més de 33.000 homes en la matinada del 10 de febrer. L'eliminació del gruix de les forces espanyoles quedava a càrrec de les divisions 45a i 63a.

## Batalla
A les 6:40 del matí del 10 de febrer de 1943 comença un nodrit atac d'artilleria soviètic (no menys de 700 peces sobre un front de 5 km) contra les línies del Heer (Exèrcit de Terra alemany, que inclou la Divisió Blava). El foc d'artilleria va durar més de dues hores i van ser disparats desenes de milers d'obusos, amb una cadència aproximada d'un tret cada 10 segons per cada peça. En cessar l'artilleria, van començar les passades de l'aviació soviètica.
Després de la preparació artillera per a l'atac, quatre divisions soviètiques d'infanteria (les 43a, 45a, 63a i 72a), amb un total de 44.000 homes, recolzades pel 31è i 46è Regiments cuirassats que comprenien gairebé 100 tancs entre KV-1 i T-34, dos batallons d'artilleria antitancs amb canons ZIS de 76,2 mm, la 35a Brigada Motoritzada i les 34a i 250a Brigades d'Esquiadors es llancen, escalonadament, contra les ja malmeses línies espanyoles que defensaven un total de 5.900 soldats, castigades per la intensa i densa barrera artillera.
Els soviètics, convençuts que el brutal bombardeig artiller havia destruït qualsevol posició o intent de resistència, avancen de front sobre el sector del cèrcol defensat per la Divisió Blava. Els voluntaris espanyols, aclaparats per la superioritat soviètica, surten dels seus forats i intenten reagrupar les restes de les unitats supervivents, munten les seves metralladores MG34, i prenen posicions en els cràters que han provocat els obusos soviètics amb l'esperança de frenar l'avanç enemic. El termòmetre no va pujar dels -25 °C en tot el combat.
Batallons sencers lluitaren fins al final. Les unitats que són copades en l'assalt, no es rendeixen, combatent en totes direccions sense treva.
A mitjan matí, els soviètics havien trencat el front per tres llocs, però les afeblides companyies d'espanyols seguien resistint amb prou feines, sense que la 4a. Divisió SS Volkspolizei pogués auxiliar-les, doncs havia d'aguantar per fer front a una previsible envestida soviètica. Lluitaren fins al final, sofrint els estralls fets pels franctiradors soviètics que es cobraren la vida de més de 121 homes.

### Contraatac de la Divisió Blava
Amb l'objectiu d'evitar l'encerclament de la resta de la Divisió, s'estableix una posició defensiva paral·lela al riu Ishora amb tres centres de resistència, una vegada estabilitzat el front el 21 de febrer. Per a això es creua el riu, establint un cap de pont. S'aconsegueix ocupar Staraja Myza en plena nit, recuperada després d'un fort atac soviètic.
Mantenir la riba occidental del Ishora costa unes 30 baixes diàries. L'últim assalt es va registrar el 19 de març i va costar 80 baixes més. Des de llavors, l'activitat va disminuint fins a quedar reduïda a escaramusses sense importància.
Després del fracassat assalt soviètic, el front només retrocedeix 3 km en algun sector, però el cercle sobre Leningrad no es trenca. El comandament soviètic va ordenar a les seves forces passar a la defensiva i el front queda estabilitzat per un any, fracassant l'Operació Estrella Polar.
Es produeixen 2.252 baixes espanyoles (1.125 morts, 91 desapareguts i 1.036 ferits) en un sol dia, a les quals se n'afegiran unes altres 1.000 durant els dies posteriors, però s'aconsegueix detenir l'avanç fent fracassar l'ofensiva soviètica i produint unes 10.000 baixes a l'Exèrcit Roig. Prop de 300 espanyols van caure presoners.

### Detall de les accions per sector
Sector Ferrocarril a Moscou
- La 63a Divisió de la Guàrdia Roja avança sobre el sector oriental, amb els Regiments 269è, 270è i 342è recolzats per 40 carros de combat.
- La 2a. Companyia de la 250a Divisió Einheit Spanischer Freiwilligen queda aïllada per l'atac, la Companyia d'Esquiadors que acudeix en la seva ajuda és destrossada per l'artilleria. Les restes s'acullen a la 5a Divisió de Muntanya alemanya que es retira en el seu flanc dret.
- La 1a Companyia de la 250a Divisió va ser treta de les trinxeres amb llançaflames.
- Moren tots els oficials de la 3a Companyia de la 250a Divisió, el capità de la qual Manuel Ruiz de Huidobro Alzurena és proposat per la Creu Llorejada de Sant Ferran. Al comandament de la 3a companyia del primer batalló del 262è regiment, Medalla Militar individual en la guerra civil, manté la seva posició enfront d'un massiu assalt soviètic durant la batalla de Krasni Bor. Causa enormes baixes a l'enemic, arriba a ordenar foc d'artilleria sobre la seva pròpia posició i mor d'una ràfega en el pit mentre obre foc sobre l'enemic.
- El Comandant Rubio defensa el lloc de comandament, acull els fugitius i es retira amb ells a Popovka.

Sector Krasny Bor 
- Atac de la 45a Divisió d'Infanteria soviètica amb els Regiments 65è i 708è, recolzada per 15 tancs.
- La 5a Companyia de la 250a Divisió resisteix, sent atacada amb avions en vol rasant, acabades les municions i després de combat a la baioneta, a les cinc de la tarda Teodoro Palacios Cueto, Castillo, 14 combatents i 21 ferits cauen presoners.
- La 6a. Companyia de la 250a Divisió, envoltada per tancs pel sud, és destruïda.
- La 7a. Companyia de la 250a Divisió retrocedeix juntament amb la 8a Companyia de metralladores, moderant amb la seva resistència la velocitat de l'atac.

Sector Carretera Moscou-Leningrad 
- Ataca la 72a Divisió d'infanteria soviètica amb els Regiments 14è i 133è, recolzada per tancs.
- La 3a Companyia de la 250a Divisió rebutja diversos atacs; al tercer només queden 37 homes i en fosquejar Oroquieta i 13 homes cauen presoners.
- La 2a Companyia de la 250a Divisió és atacada pel centre però aconsegueix replegar-se al riu Ishora. Reforçada per la 1a Companyia contraataca per recuperar la posició. Intenta un nou contraatac, retirant-se al lloc de comandament del Grup Antitancs (Federico de la Cruz Lacaci).

## El ressò de la batalla
Radio Moscou i l'Agència de Telègrafs de la Unió Soviètica van anunciar al món la presa de Krasni Bor. La BBC va anunciar la "conseqüència lògica": la destrucció de la Divisió Blava, presentant-la al món com una derrota infligida al general Franco. A Madrid, el govern va cursar una petició d'informes a l'ambaixada. El 27 de febrer Radio Berlín relata la batalla.

## Ordre de batalla

### Front de Leningrad — Unió Soviètica
55è Exèrcit Soviètic, 38 000 soldats — General V. P. Sviridov
43a Divisió d'infanteria
- 46a Divisió d'infanteria
- 56a Divisió d'infanteria
- 72a Divisió d'infanteria
- 14è. Regiment d'infanteria
- 133è Regiment d'infanteria
- 141è Regiment d'infanteria
- 9è. Regiment d'artilleria
- 131a Divisió d'infanteria
- 268a Divisió d'infanteria
- 45a Divisió de Guàrdies fusileros
- 63a Divisió de Guàrdies fusileros
- 56a Brigada de fusells
- 250a Brigada de fusells
- 122a Brigada cuirassada
- 31è Regiment cuirassat
- 34a Brigada d'esquiadors
- 35a Brigada d'esquiadors
- 187 bateries d'artilleria de tots els calibres en formacions artilleres independents
- 2 Batallons independents de morters i llençacoets
- 2 Batallons independents antitancs, equipats amb canons antitancs de 76,2 mm

### Alemanya — Grup d'Exèrcits Nord, XVIII Exèrcit
50è Cos alemany — General Kleffel
- Elements de la Divisió Blava (250a Divisió d'Infanteria), 5.900 soldats — Emilio Esteban Infantes
- 250è Batalló de reemplaçament
- 262è Regiment (3 batallons)
  - Companyia d'esquiadors
- 250è Batalló de Reconeixement
- 1r. Batalló d'Artilleria (3 bateries) amb canons de 105 mm
- Una bateria del 3r. Batalló d'Artilleria amb canons de 105 mm
- Una bateria del 4t. Batalló d'Artilleria amb canons de 105 mm
- 250è Batalló antitancs amb canons antitancs PaK 36 de 37 mm
- Grup de sapadors d'assalt
- Una companyia independent de canons antitancs amb canons antitancs PaK 40 de 75 mm
- 4a. Divisió SS Polizei
- Grup de combat de la divisió d'infanteria 212
- Grup de combat de la divisió d'infanteria 215
- Grups de combat de les 11a, 21a, i 227a divisions d'infanteria
- Legió voluntària de les SS Flandes (2 companyies)
- Legió voluntària de les SS Lituània (2 companyies)